# Saint-Pierre-de-Lamps
Saint-Pierre-de-Lamps is een plaats en voormalige gemeente in het Franse departement Indre in de regio Centre-Val de Loire en telt 43 inwoners (2009). De plaats maakt deel uit van het arrondissement Châteauroux.

## Geschiedenis
Saint-Pierre-de-Lamps is op 1 januari 2019 opgeheven en toegevoegd aan de gemeente Levroux.

## Geografie
De oppervlakte van Saint-Pierre-de-Lamps bedraagt 11,2 km², de bevolkingsdichtheid is dus 3,8 inwoners per km².
De onderstaande kaart toont de ligging van Saint-Pierre-de-Lamps met de belangrijkste infrastructuur en aangrenzende gemeenten.

## Demografie
Onderstaande figuur toont het verloop van het inwonertal (bron: INSEE-tellingen).